# Anthurium lanjouwii
Anthurium lanjouwii là một loài thực vật có hoa trong họ Ráy (Araceae). Loài này được A.M.E.Jonker & Jonker miêu tả khoa học đầu tiên năm 1966.